# Polietes orichalceoides
Polietes orichalceoides är en tvåvingeart som först beskrevs av Huckett 1965.  Polietes orichalceoides ingår i släktet Polietes och familjen husflugor. Inga underarter finns listade i Catalogue of Life.